# 2D 머티리얼
재료과학에서 단층 물질(single-layer materials) 또는 2D 머티리얼(2D materials)은 단일 원자층으로 구성된 결정질 고체를 의미한다. 이 물질들은 일부 응용 분야에서 유망하지만 여전히 연구의 초점이다. 단일 원소에서 파생된 단층 물질은 일반적으로 이름에 -ene 접미사를 붙이며, 예를 들어 그래핀이 있다. 둘 이상의 원소 화합물인 단층 물질은 -ane 또는 -ide 접미사를 갖는다. 2D 머티리얼은 일반적으로 다양한 원소의 2D 동소체 또는 화합물(두 개 이상의 공유 결합 원소로 구성)로 분류될 수 있다.
수백 개의 안정적인 단층 물질이 존재할 것으로 예측된다. 이러한 물질들과 잠재적으로 합성 가능한 다른 많은 단층 물질들의 원자 구조 및 계산된 기본 특성은 전산 데이터베이스에서 찾을 수 있다. 2D 머티리얼은 주로 두 가지 접근 방식을 사용하여 생산될 수 있다: 하향식 박리(top-down exfoliation) 및 상향식 합성(bottom-up synthesis). 박리 방법에는 초음파 처리, 기계적, 열수, 전기화학적, 레이저 보조 및 마이크로파 보조 박리가 포함된다.

## 단일 원소 재료

### C: 그래핀과 그라파인
그래핀

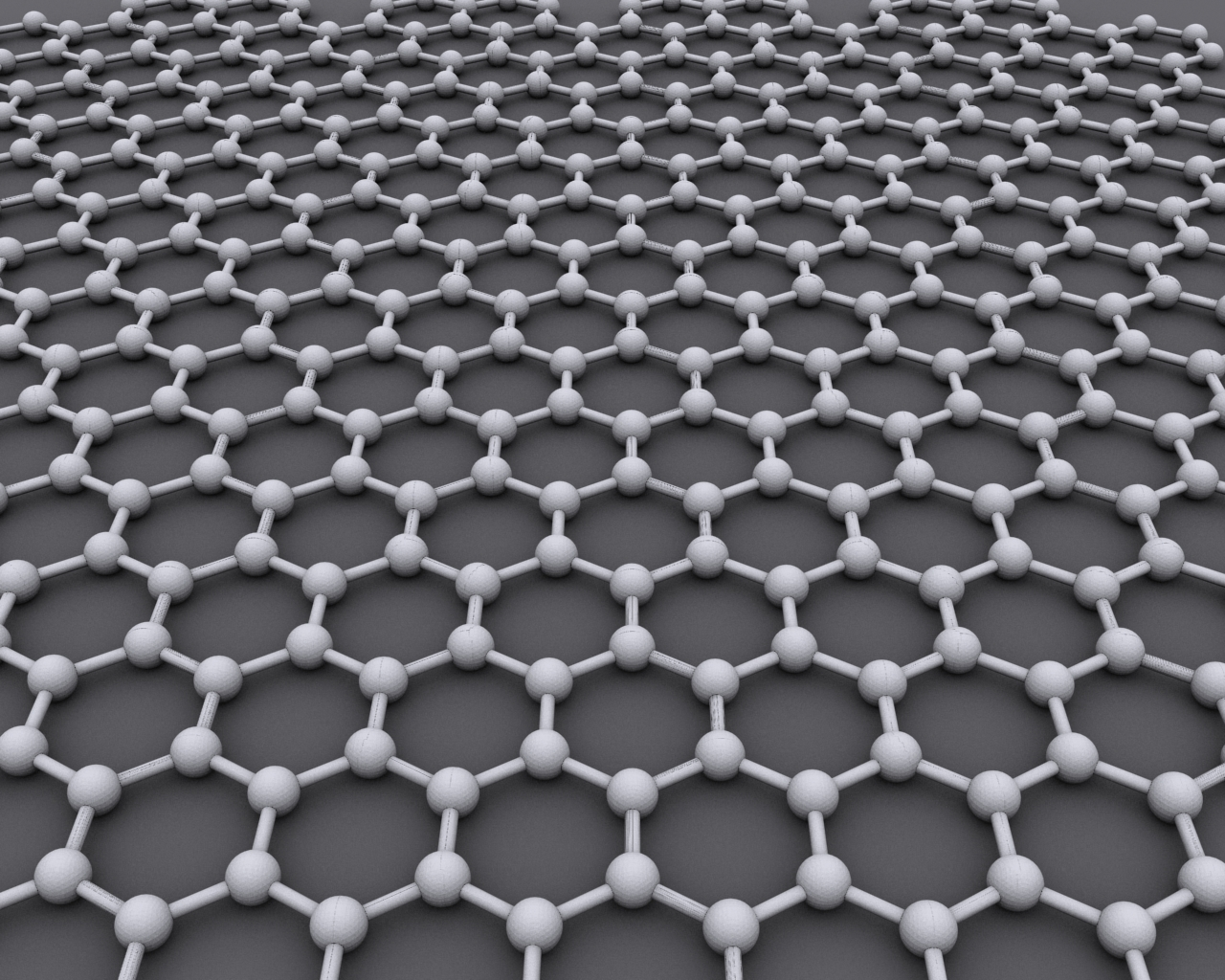
그래핀은 탄소 원자의 원자 규모 벌집 격자이다.

그래핀은 거의 투명한(가시광선에 대해) 한 원자 두께의 시트 형태를 띤 탄소의 결정질 동소체이다. 무게 대비 대부분의 강철보다 수백 배 더 강하다. 구리의 1,000,000배에 달하는 전류 밀도를 나타내며, 알려진 열 및 전기 전도도 중 가장 높다. 2004년에 처음 생산되었다.
안드레 가임과 콘스탄틴 노보셀로프는 "2차원 물질 그래핀에 대한 획기적인 실험"으로 2010년 노벨 물리학상을 수상했다. 그들은 접착 테이프로 흑연 덩어리에서 그래핀 조각을 들어 올린 다음 실리콘 웨이퍼에 옮겨서 처음으로 생산했다.
그라파인
그라파인은 그래핀과 유사한 구조를 가진 또 다른 2차원 탄소 동소체이다. 아세틸렌 결합으로 연결된 벤젠 고리의 격자로 볼 수 있다. 아세틸렌 그룹의 함량에 따라 그라파인은 혼합된 혼성화, spn으로 간주될 수 있으며, 1 < n < 2이다. 이는 그래핀(순수 sp2) 및 다이아몬드(순수 sp3)와 비교된다.
포논 분산 곡선과 ab-initio 유한 온도, 양자 역학적 분자 동역학 시뮬레이션을 사용한 제일 원리 계산은 그라파인과 그 질화 붕소 유사체가 안정적임을 보여주었다.
그라파인의 존재는 1960년 이전에 추측되었다. 2010년에는 구리 기판 위에서 그라프다이아인(다이아세틸렌 그룹을 포함한 그라파인)이 합성되었다.
2022년 한 팀은 알카인 복분해를 성공적으로 사용하여 그라파인을 합성했다고 주장했지만, 이 주장은 논란의 여지가 있다. 그러나 조사 후, 해당 팀의 논문은 데이터 조작을 이유로 출판사에 의해 철회되었다.
2022년 후반에 다층 γ‑그라파인의 합성이 소노가시라 커플링 조건 하에 1,3,5-트리브로모-2,4,6-트리에티닐벤젠의 중합을 통해 성공적으로 수행되었다.
최근에는 방향 의존적인 디락 콘의 잠재력 때문에 그래핀의 경쟁자로 주장되었다.

### B: 보로핀

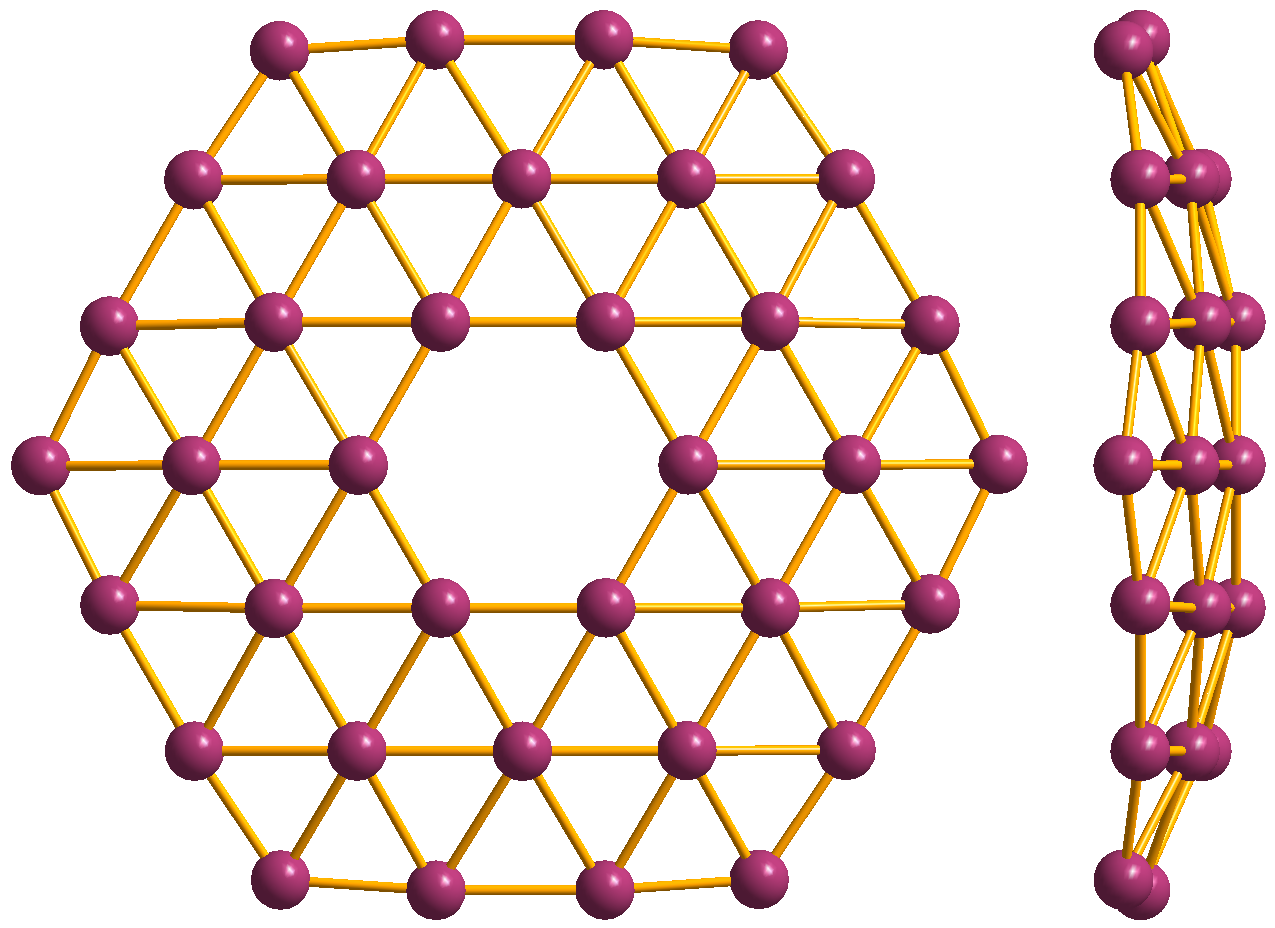
B_{36} 클러스터는 가장 작은 보로핀으로 볼 수 있다. 앞면과 옆면.

보로핀은 붕소의 결정질 단분자층이며 붕소 시트로도 알려져 있다. 1990년대 중반에 이론적으로 자유 상태에서 처음 예측되었고, 그 후 장(Zhang) 외 연구진에 의해 기판 위의 별개의 단원자층으로 시연되었으며,
다양한 보로핀 구조는 2015년에 실험적으로 확인되었다.

### Ge: 저마넨
저마넨은 구겨진 벌집 구조를 가진 저마늄의 2차원 동소체이다.
실험적으로 합성된 저마넨은 벌집 구조를 나타낸다.
이 벌집 구조는 0.2A만큼 수직으로 변위된 두 개의 육각형 하위 격자로 구성된다.

### Si: 실리센

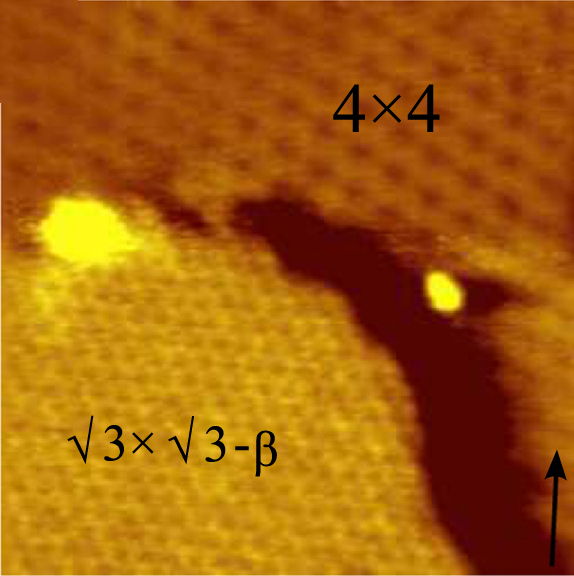
얇은 은 필름 위에서 성장한 실리센의 첫 번째(4×4) 및 두 번째 층(×-β)의 STM 이미지. 이미지 크기 16×16 nm.

실리센은 육각형 벌집 구조를 가진 규소의 2차원 동소체로 그래핀과 유사하다. 이 성장은 2차원 층 아래의 일반적인 Si/Ag(111) 표면 합금에 의해 지지된다.

### Sn: 스타넨

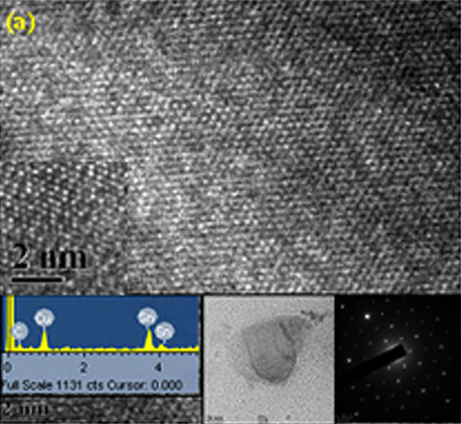
스타넨 조각의 격자 이미지로, 중앙 삽입은 시료의 넓은 영역 전자 현미경 사진을 보여준다. 오른쪽 삽입은 육각형 구조를 확인하는 전자 회절 패턴이다.

스타넨은 상온 근처 가장자리에서 무손실 전류를 나타낼 수 있는 위상절연체로 예측된다. 그래핀과 유사하게 주석 (원소) 원자가 단일 층으로 배열된 방식으로 구성된다. 이 버클 구조는 NOx 및 COx와 같은 일반적인 대기 오염 물질에 대한 높은 반응성을 유도하며, 낮은 온도에서 이들을 포획하고 해리할 수 있다.
저에너지 전자 회절을 사용한 스타넨 구조 결정은 Cu(111) 표면 위에 초평면 스타넨을 보여주었다.

### Pb: 플럼벤
플럼벤은 육각형 벌집 구조를 가진 납의 2차원 동소체로 그래핀과 유사하다.

### P: 포스포렌

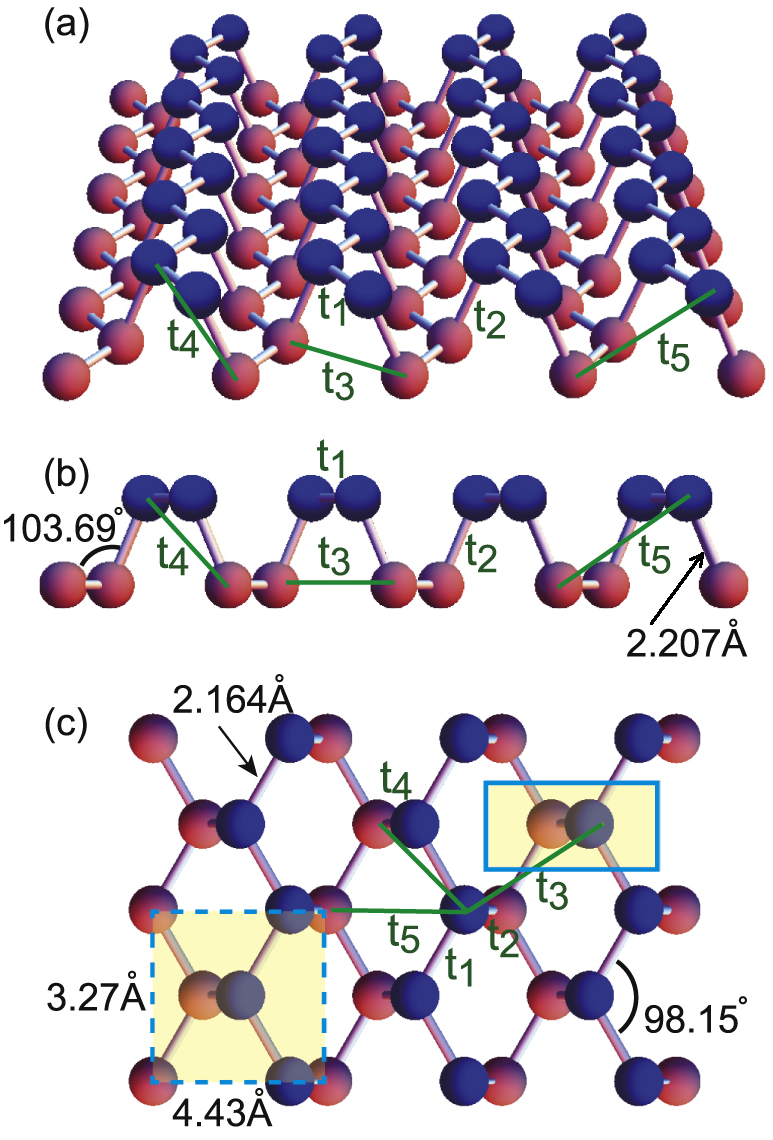
포스포렌 구조: (a) 기울어진 시점, (b) 측면 시점, (c) 위에서 본 시점. 빨간색(파란색) 공은 각각 아래(위) 층의 인 원자를 나타낸다.

포스포렌은 인의 2차원 결정 동소체이다. 단원자 육각형 구조는 개념적으로 그래핀과 유사하다. 그러나 포스포렌은 상당히 다른 전자적 특성을 가지며, 특히 높은 전자 이동도를 보이면서도 0이 아닌 띠틈을 갖는다. 이 특성은 잠재적으로 그래핀보다 더 나은 반도체를 만든다.
포스포렌의 합성은 주로 미세 기계적 절단 또는 액상 박리 방법으로 구성된다. 전자는 수율이 낮고 후자는 용매에 자유 상태 나노시트를 생산하며 고체 지지체에는 생산하지 않는다. 화학 기상 증착(CVD)과 같은 상향식 접근 방식은 높은 반응성 때문에 아직 공백 상태이다. 따라서 현재 시나리오에서 포스포렌의 박막을 대면적 제조하는 가장 효과적인 방법은 랭뮤어-블로젯과 같은 습식 조립 기술로, 나노시트를 조립한 다음 고체 지지체에 증착하는 것을 포함한다.

### Sb: 안티모넨
안티모넨은 원자가 구겨진 벌집 격자로 배열된 안티모니의 2차원 동소체이다. 이론적 계산은 안티모넨이 주변 조건에서 적절한 (광)전자공학 성능을 가진 안정적인 반도체가 될 것으로 예측했다. 안티모넨은 2016년에 미세 기계적 박리로 처음 분리되었으며, 주변 조건에서 매우 안정적임이 밝혀졌다. 그 특성으로 인해 생체 의학 및 에너지 응용 분야에도 좋은 후보이다.
2018년 한 연구에서는 안티모넨 변형 스크린 인쇄 전극(SPE)을 2전극 방식으로 정전류 충전/방전 테스트에 적용하여 슈퍼 커패시터 특성을 분석했다. SPE에 36나노그램의 안티모넨이 포함된 최적 구성은 14 A g−1 전류에서 1578 F g−1의 비정전용량을 보였다. 10,000회 이상의 정전류 사이클에서 정전용량 유지 값은 처음 800 사이클 후에 65%로 떨어지지만, 나머지 9,200 사이클 동안 65%에서 63% 사이를 유지했다. 36 ng 안티모넨/SPE 시스템은 또한 20 mW h kg−1의 에너지 밀도와 4.8 kW kg−1의 전력 밀도를 보였다. 이러한 슈퍼 커패시터 특성은 안티모넨이 슈퍼커패시터 시스템에 유망한 전극 재료임을 나타낸다. 보다 최근 연구는 안티모넨 변형 SPE에 대한 것으로, 안티모넨 층이 전기화학적으로 불활성화된 층을 형성하여 산소화 환경에서 전기화학 분석 측정을 용이하게 하는 고유한 능력을 보여주는데, 일반적으로 용존 산소의 존재는 분석 절차를 방해한다. 동일한 연구는 또한 나이트로 방향족 화합물의 결정을 위한 전기 촉매 플랫폼으로서 안티모넨 산화물/PEDOT:PSS 나노복합체의 현장 생산을 묘사한다.

### Bi: 비스무텐
비스무텐, 즉 비스무트의 2차원(2D) 동소체는 위상 절연체로 예측되었다. 2015년에 비스무텐이 탄화 규소 위에서 성장할 때 위상 상태를 유지할 것으로 예측되었다. 이 예측은 2016년에 성공적으로 실현되고 합성되었다. 언뜻 보기에 이 시스템은 그래핀과 유사하게 Bi 원자들이 벌집 격자로 배열되어 있다. 그러나 Bi 원자의 큰 스핀-궤도 상호작용(결합)과 기판과의 상호작용으로 인해 띠틈은 800mV만큼 크다. 따라서 양자 스핀홀 효과의 상온 적용이 가능해진다. 이는 자연 상태에서 가장 큰 비자명한 띠틈 2D 위상 절연체로 보고되었다. 비스무텐의 상향식 박리는 여러 경우에 보고되었으며, 최근 연구에서는 전기화학 센싱 분야에서 비스무텐의 구현을 촉진하고 있다. 엠다둘(Emdadul) 외 연구진은 원자 규모 분석을 통해 단분자 β-비스무텐의 기계적 강도와 포논 열 전도도를 예측했다. 얻어진 상온(300K) 파괴 강도는 암체어 방향으로 약 4.21 N/m, 지그재그 방향으로 약 4.22 N/m이다. 300K에서 영률은 암체어 및 지그재그 방향으로 각각 약 26.1 N/m 및 약 25.5 N/m로 보고되었다. 또한, 예측된 포논 열 전도도인 300K에서 약 1.3 W/m∙K는 다른 유사 2D 벌집 구조보다 상당히 낮아 열전 작동에 유망한 재료가 된다.

### Au: 골든
2024년 4월 16일, 스웨덴 린셰핑 대학교의 과학자들은 폭 100nm의 단일 금 원자층인 골든을 생산했다고 보고했다. 새로운 연구를 수행한 팀의 재료 과학자인 라르스 훌트만은 "우리가 아는 한 골든은 최초의 독립형 2D 금속"이라고 말했다. 이는 플럼벤과 스타넨과는 달리 다른 어떤 물질에도 부착되지 않았음을 의미한다. 뉴욕 대학교 아부다비의 연구원들은 이전에 2022년에 골든을 합성했다고 보고했지만, 다른 여러 과학자들은 뉴욕 대학교 아부다비 팀이 단일 층 금 시트가 아닌 다층 시트를 만들었다는 것을 증명하는 데 실패했다고 주장했다. 골든은 주로 광학적 특성으로 인해 센싱 또는 촉매와 같은 응용 분야에서 사용될 것으로 예상된다.

### 금속

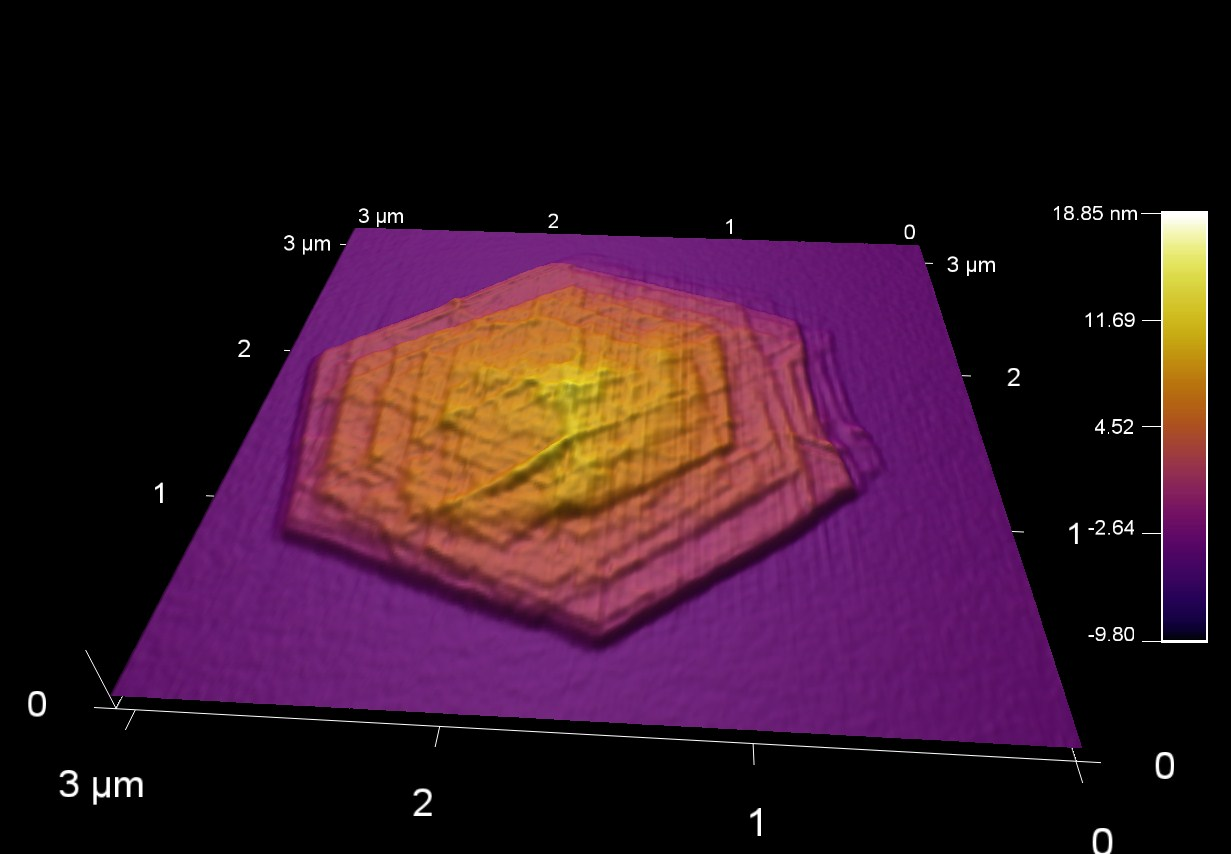
다층 팔라듐 나노시트의 3D AFM 지형 이미지.

2차원 박막 형상에서 백금의 단일 및 이중 원자층이 시연되었다. 이 원자적으로 얇은 백금 필름은 그래핀 위에 에피택셜 방식으로 성장되며, 이는 백금의 표면 화학을 변형시키는 압축 변형을 가하고, 동시에 그래핀을 통한 전하 이동을 허용한다. 두께가 2.6 Å까지 내려가는 팔라듐 단일 원자층, 그리고 4 Å 미만의 두께를 가진 로듐이 합성되어 원자힘현미경 및 투과전자현미경으로 특성화되었다.
적층 제조(레이저 분말 베드 융합)를 통해 형성된 2D 티타늄은 알려진 어떤 재료보다도 높은 강도(마그네슘 합금 WE54보다 50% 강함)를 달성했다. 이 재료는 얇은 띠가 내부에 흐르는 관형 격자로 배열되어 두 개의 상보적인 격자 구조를 병합했다. 이는 구조에서 가장 약한 지점의 응력을 절반으로 줄였다.

### 2D 초결정
2D 재료의 초결정이 제안되고 이론적으로 시뮬레이션되었다. 이러한 단층 결정은 격자의 노드에 있는 원자가 대칭 복합체로 대체된 초원자 주기 구조로 구성된다. 예를 들어, 그래핀의 육각형 구조에서 4개 또는 6개의 탄소 원자 패턴이 단일 원자 대신 단위 세포의 반복 노드로서 육각형으로 배열된다.

## 2D 합금
2차원 합금(또는 표면 합금)은 아래 기판과 불균형한 단일 원자층 합금이다. 한 예는 Pb와 Sn 및 Bi의 2D 정렬 합금이다. 표면 합금은 실리센의 경우처럼 2차원 층을 지지하는 역할을 한다. 현재까지 이 현상은 실리센에 대해 여러 측정 기술을 조합하여 입증되었으며, 단일 기술로는 합금을 입증하기 어려워 오랫동안 기대되지 않았다. 따라서 2차원 물질 아래의 이러한 지지 표면 합금은 다른 2차원 물질 아래에서도 예상될 수 있으며, 이는 2차원 층의 특성에 상당한 영향을 미친다. 성장 과정에서 합금은 2차원 층의 기반이자 지지대 역할을 하며, 그 길을 열어준다.

## 화합물
- 질화 붕소 나노시트
- 티탄산염 나노시트
- 보로카르보나이트라이드
- MXene
- 2D 실리카

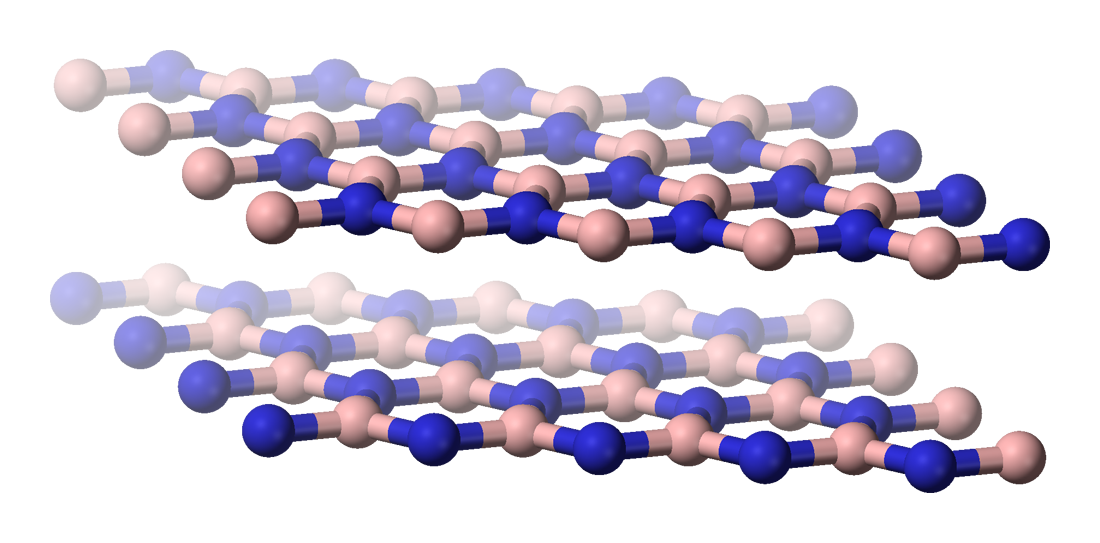
육각형 질화 붕소의 교대로 쌓인 두 층

- 나이오비움 브로마이드 및 나이오비움 클로라이드 (Nb
3[X]
8)[64][65][66]

### 단층 전이금속 칼코젠화합물
가장 흔히 연구되는 2차원 전이금속 칼코젠화합물은 단층 이황화 몰리브데넘 (MoS2)이다. 여러 상이 알려져 있으며, 특히 1T 상과 2H 상이 있다. 명명 규칙은 구조를 반영한다: 1T 상은 삼방정계 결정계의 단위 세포당 하나의 "시트"(S-Mo-S 층으로 구성; 그림 참조)를 가지는 반면, 2H 상은 육방정계 결정계의 단위 세포당 두 개의 시트를 갖는다. 1T 상은 준안정하고 추가적인 전자 공여체(일반적으로 표면 S 공극)에 의한 안정화 없이 자발적으로 2H 상으로 되돌아가기 때문에 2H 상이 더 흔하다.

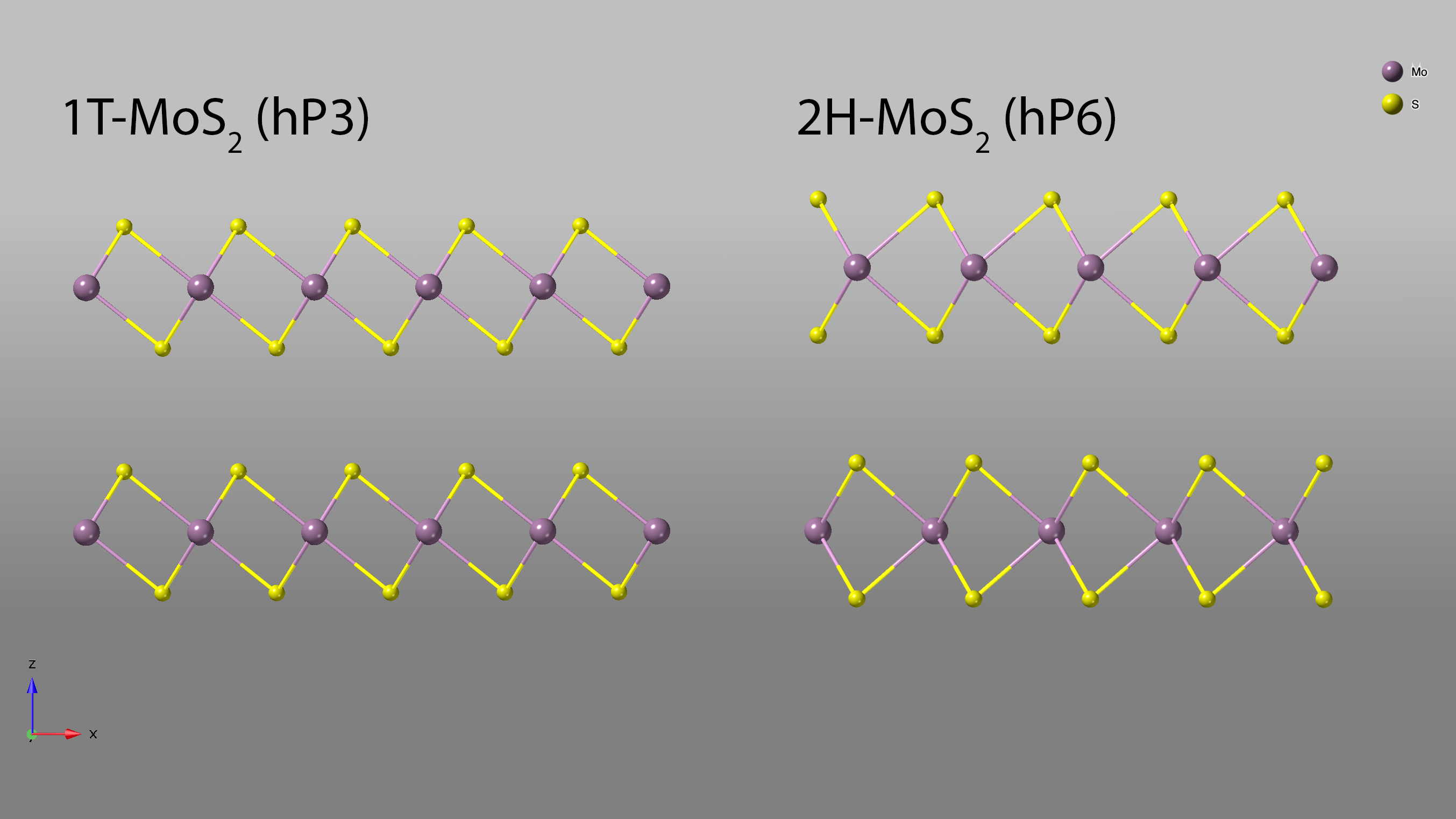
이황화 몰리브데넘(MoS_{2})의 1T 및 2H 상의 결정 구조, b 축을 따라 본 모습. 시트 내에만 공유 결합이 존재함을 보여주기 위해 각 상에 대해 두 개의 층이 표시되어 있다.

MoS2의 2H 상(피어슨 심볼 hP6; 슈트루크투르베리히트 지정 C7)은 공간군 P63/mmc를 갖는다. 각 층은 삼각 기둥형 배위에서 S로 둘러싸인 Mo를 포함한다. 반대로 1T 상(피어슨 심볼 hP3)은 공간군 P-3m1을 가지며, 팔면체 배위 Mo를 갖는다. 1T 단위 세포에는 단일 층만 포함되므로, 단위 세포는 2H 단위 세포의 절반 길이보다 약간 작은 c 매개 변수를 갖는다(각각 5.95 Å 및 12.30 Å). 두 상의 다른 결정 구조는 띠구조에도 차이를 초래한다. 2H-MoS2의 d-궤도는 dz2, dx2-y2,xy, dxz,yz의 세 띠로 분할된다. 이들 중 dz2만 채워져 있으며, 이는 분할과 결합되어 1.9eV의 띠틈을 갖는 반도체 물질을 형성한다. 반면 1T-MoS2는 부분적으로 채워진 d-궤도를 가지며 이는 금속성 특성을 부여한다.
이 구조는 평면 내 공유 결합과 층간 반데르발스 힘 상호작용으로 구성되기 때문에, 단층 TMD의 전자 특성은 매우 비등방성이다. 예를 들어, MoS2의 평면 층에 평행한 방향의 전도도(0.1–1 ohm−1cm−1)는 층에 수직한 방향의 전도도보다 약 2200배 더 크다. 단층과 벌크 물질의 특성에도 차이가 있다. 상온에서의 전자 이동도는 단층 2H MoS2 (0.1–10 cm2V−1s−1)의 경우 벌크 MoS2 (100–500 cm2V−1s−1)보다 현저히 낮다. 이 차이는 주로 단층과 그 위에 증착된 기판 사이의 전하 트랩에서 발생한다.
MoS2는 (전기)촉매에 중요한 응용 분야를 가지고 있다. 다른 2차원 재료와 마찬가지로, 특성은 기하학적 구조에 따라 크게 달라질 수 있다. MoS2의 표면은 촉매적으로 비활성이지만, 가장자리는 반응을 촉매하는 활성 부위 역할을 할 수 있다. 이러한 이유로 장치 설계 및 제작 시 촉매 표면적을 최대화하기 위한 고려 사항이 포함될 수 있으며, 예를 들어 큰 시트 대신 작은 나노 입자를 사용하거나 시트를 수평이 아닌 수직으로 증착하는 방법이 있다. 촉매 효율 또한 상에 따라 크게 달라진다. 앞서 언급된 2H MoS2의 전자적 특성은 촉매 응용 분야에 적합하지 않지만, 금속성(1T) 상으로의 전이를 통해 이러한 문제를 해결할 수 있다. 1T 상은 10 mA/cm2의 전류 밀도, RHE 대비 -187 mV의 과전압, 43 mV/decade의 타펠 기울기(2H 상의 경우 94 mV/decade)와 함께 더 적합한 특성을 갖는다.

### 그라판

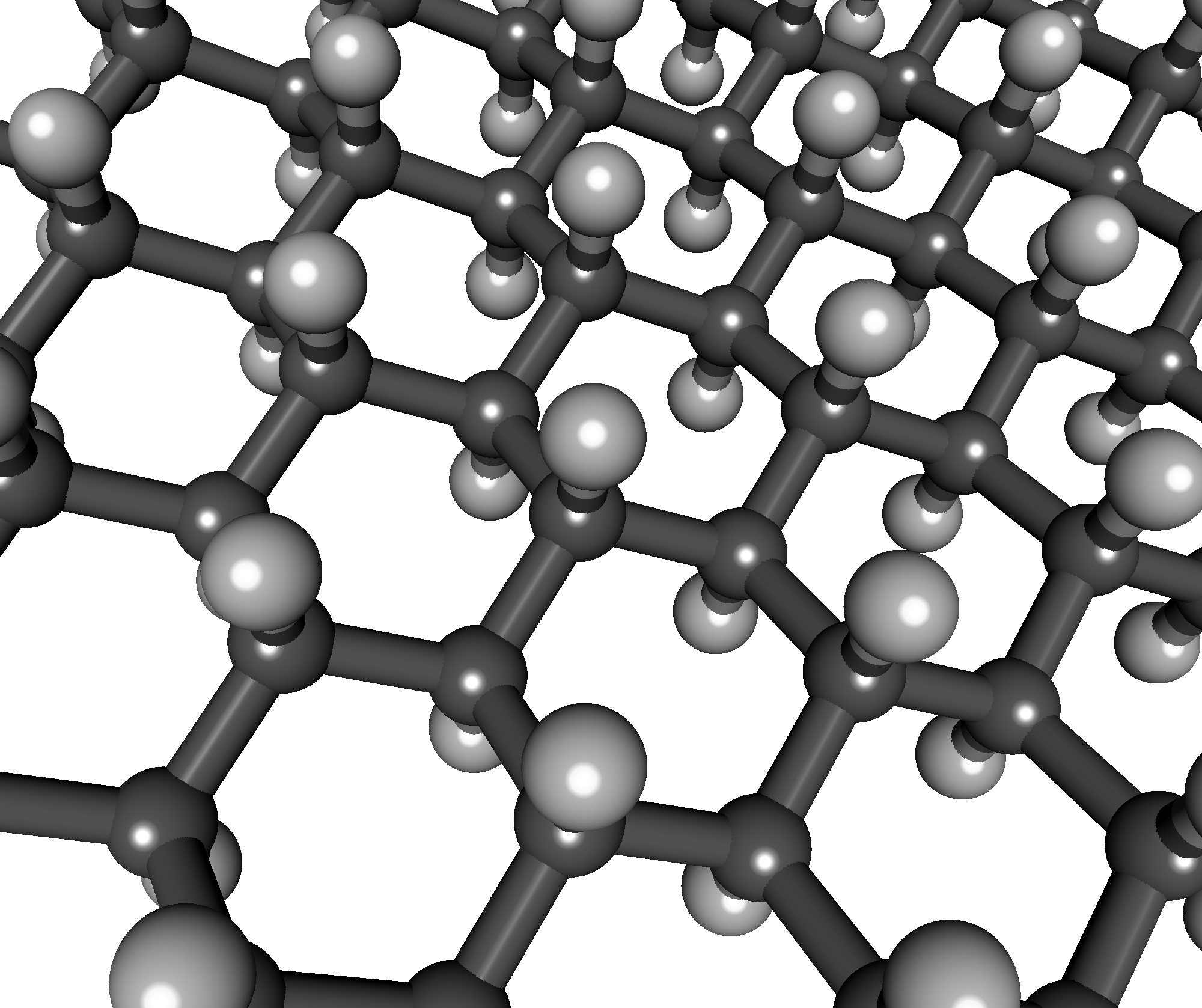
그라판

그래핀이 sp2 결합 탄소에서 발생하는 이중 결합이 교대로 배열된 육각형 벌집 격자 구조를 갖는 반면, 그라판은 육각형 구조를 유지하면서 모든 sp3 혼성화 탄소가 수소와 결합된 완전히 수소화된 그래핀 버전이다(화학식 (CH)n). 또한 그래핀은 이중 결합 특성으로 인해 평면적이지만, 그라판은 육각형이 의자형 또는 보트형과 같은 평면 밖의 구조적 형태를 채택하여 이상적인 109.5° 각도를 허용함으로써 고리 변형을 줄이는데, 이는 사이클로헥세인의 형태와 직접적으로 유사하다.
그라판은 2003년에 처음 이론화되었고, 2007년에는 제일 원리 에너지 계산을 통해 안정성이 입증되었으며, 2009년에 처음으로 실험적으로 합성되었다. 그라판을 만드는 다양한 실험적 방법이 있으며, 용액 내 흑연 환원 또는 플라스마/수소 가스를 사용한 흑연 수소화와 같은 하향식 접근 방식과 화학 기상 증착과 같은 상향식 접근 방식이 있다. 그라판은 예측 띠틈 3.5 eV를 가진 절연체이다. 그러나 부분적으로 수소화된 그래핀은 반도체이며, 띠틈은 수소화 정도에 의해 조절된다.

### 저마넨
저마넨은 저마늄으로 구성된 단층 결정으로, 각 원자당 하나의 수소가 z-방향으로 결합되어 있다. 저마넨의 구조는 그라판과 유사하다. 벌크 저마늄은 이 구조를 채택하지 않는다. 저마넨은 칼슘 저마늄화물에서 시작하는 2단계 경로를 통해 생산된다. 이 물질에서 염산을 이용한 층간 삽입으로 칼슘(Ca)을 제거하여 경험식 GeH를 갖는 층상 고체를 얻는다. Zintl-상 CaGe2의 Ca 위치는 HCl 용액의 수소 원자와 교환되어 GeH와 CaCl2를 생성한다.

### SLSiN
SLSiN(Single-Layer Silicon Nitride의 약자)은 2020년 밀도 함수 이론 기반 시뮬레이션을 통해 처음으로 계산적으로 발견된 새로운 2D 머티리얼로, Si3N4의 최초 포스트 그래핀 구성원으로 소개되었다. 이 새로운 재료는 본질적으로 2D 절연체이며 약 4 eV의 띠틈을 가지며 열역학적 및 격자 동역학적 측면에서 모두 안정적이다.

## 결합된 표면 합금화
단층 물질, 특히 원소 동소체는 표면 합금을 통해 지지 기판에 연결되는 경우가 많다. 지금까지 이 현상은 실리센에 대해 여러 측정 기술을 조합하여 입증되었으며, 단일 기술로는 합금을 입증하기 어려워 오랫동안 예상되지 않았다. 따라서 2차원 물질 아래의 이러한 지지 표면 합금은 다른 2차원 물질 아래에서도 예상될 수 있으며, 이는 2차원 층의 특성에 상당한 영향을 미친다. 성장 과정에서 합금은 2차원 층의 기반이자 지지대 역할을 하며, 그 길을 열어준다.

## 유기
Ni3(HITP)2는 높은 표면적을 가진 유기 결정질, 구조적으로 조절 가능한 전기 전도체이다. HITP는 유기 화학 물질(2,3,6,7,10,11-헥사아미노트리페닐렌)이다. 그래핀의 육각형 벌집 구조를 공유한다. 여러 층은 자연적으로 완벽하게 정렬된 스택을 형성하며, 육각형의 중심에 동일한 2nm 개구부가 있다. 상온 전기 전도도는 약 40 S cm−1로, 벌크 흑연과 비교할 수 있으며, 모든 전도성 금속-유기 골격 (MOF) 중 가장 높은 값 중 하나이다. 이 전도체의 온도 의존성은 100 K에서 500 K 사이의 온도에서 선형적이며, 이전에 유기 반도체에서 관찰되지 않았던 특이한 전하 수송 메커니즘을 시사한다.
이 물질은 금속 및 유기 화합물을 전환하여 형성된 그룹 중 첫 번째로 주장되었다. 이 물질은 분말 또는 필름 형태로 분리될 수 있으며, 전도도 값은 각각 2 및 40 S cm−1이다.

## 중합체
멜라민(탄소 및 질소 고리 구조)을 단량체로 사용하여, 연구자들은 수소 결합으로 연결된 2차원 중합체 시트인 2DPA-1을 만들었다. 이 시트는 용액에서 자발적으로 형성되어 박막을 스핀 코팅할 수 있다. 이 중합체는 강철보다 두 배의 항복 강도를 가지며, 방탄유리보다 여섯 배 더 많은 변형력에 저항한다. 기체와 액체에 불투과성이다.

## 조합
2D 머티리얼의 단일 층은 층상 어셈블리로 결합될 수 있다. 예를 들어, 이층 그래핀은 두 층의 그래핀으로 구성된 재료이다. 이층 그래핀에 대한 최초의 보고 중 하나는 안드레 가임과 동료들이 "하나, 둘, 또는 세 개의 원자층으로만 구성된" 장치를 설명한 2004년 획기적인 사이언스 논문에 있었다. 서로 다른 2D 머티리얼의 층상 조합은 일반적으로 반데르발스 이종구조라고 불린다. 트위스트로닉스는 2차원 물질 층 사이의 각도(비틀림)가 전기적 특성을 어떻게 변화시킬 수 있는지에 대한 연구이다.

## 특성화
투과전자현미경, 3D 전자 회절, 주사 탐침 현미경, 주사 터널링 현미경, 그리고 원자힘현미경과 같은 현미경 기술은 2D 재료의 두께와 크기를 특성화하는 데 사용된다. 조성 및 결함과 같은 전기적 특성 및 구조적 특성은 라만 분광법, 엑스선결정학, 및 엑스선 광전자 분광법으로 특성화된다.

### 기계적 특성화
2D 재료의 기계적 특성화는 많은 2D 재료에 존재하는 주변 반응성 및 기판 제약으로 인해 어렵다. 이를 위해 많은 기계적 특성은 분자동역학 시뮬레이션 또는 분자역학 시뮬레이션을 사용하여 계산된다. 실험적 기계적 특성화는 실험 설정 조건을 견딜 수 있으며 적절한 기판에 증착되거나 자유로운 형태로 존재하는 2D 재료에서 가능하다. 많은 2D 재료는 또한 평면 밖 변형을 가지므로 측정을 더욱 복잡하게 만든다.
나노압입 시험은 2D 재료의 탄성률, 굳기, 및 파괴 강도를 실험적으로 측정하는 데 일반적으로 사용된다. 이러한 직접 측정된 값으로부터 파괴 인성, 가공 경화, 잔류 응력 및 항복 강도를 추정할 수 있는 모델이 존재한다. 이러한 실험은 전용 나노압입 장비 또는 원자힘현미경(AFM)을 사용하여 수행된다. 나노압입 실험은 일반적으로 2D 재료를 양쪽 끝이 고정된 선형 스트립으로 만들고 쐐기로 압입하거나, 2D 재료를 원형 막으로 만들고 원주를 따라 고정하여 중앙에 굽은 팁으로 압입하는 방식으로 수행된다. 스트립 형상은 준비하기 어렵지만 선형 응력장이 발생하여 분석이 더 쉽다. 원형 드럼형 형상은 더 흔히 사용되며 패턴화된 기판에 시료를 박리하여 쉽게 준비할 수 있다. 고정 과정에서 필름에 가해지는 응력은 잔류 응력이라고 한다. 2D 재료의 매우 얇은 층의 경우 압입 측정에서 굽힘 응력은 일반적으로 무시되며, 굽힘 응력은 다층 시료에서 관련성이 생긴다. 탄성률 및 잔류 응력 값은 실험적 힘-변위 곡선의 선형 및 3차 부분을 결정하여 추출할 수 있다. 2D 시트의 파괴 응력은 시료 파괴 시 가해진 응력에서 추출된다. AFM 팁 크기는 탄성 특성 측정에 거의 영향을 미치지 않았지만, 파괴력은 팁 끝부분의 응력 집중으로 인해 팁 크기에 강하게 의존하는 것으로 나타났다. 이러한 기술을 사용하여 그래핀의 탄성률 및 항복 강도는 각각 342 N/m 및 55 N/m로 나타났다.
2D 재료에서 푸아송 비 측정은 일반적으로 간단하다. 값을 얻기 위해 2D 시트에 응력을 가하고 변위 반응을 측정하거나 MD 계산을 실행한다. 2D 재료에서 발견되는 독특한 구조는 포스포렌 및 그래핀에서 오세틱 거동을 보였고, 삼각형 격자 보로핀에서는 푸아송 비가 0으로 나타났다.  
그래핀의 층밀림 탄성률 측정은 이중 패들 진동자 실험에서 공명 주파수 변화를 측정하는 방식과 MD 시뮬레이션을 통해 추출되었다.
2D 재료의 모드 I 파괴 인성(KIC)은 미리 금이 간 층을 늘리고 균열 전파를 실시간으로 모니터링하여 직접 측정되었다. MD 시뮬레이션 및 분자 역학 시뮬레이션도 모드 I 파괴 인성을 계산하는 데 사용되었다. 이방성 재료(예: 포스포렌)에서는 균열 전파가 특정 방향으로 우선적으로 발생하는 것으로 나타났다. 대부분의 2D 재료는 취성 파괴를 겪는 것으로 나타났다.

## 응용 분야
연구자들이 가지고 있는 주요 기대는 2D 머티리얼이 뛰어난 특성을 바탕으로 기존 반도체를 대체하여 차세대 전자제품을 구현할 것이라는 점이다.

### 생물학적 응용 분야
2D 나노재료에 대한 연구는 아직 초기 단계에 있으며, 대부분의 연구는 고유한 재료 특성을 밝히는 데 초점을 맞추고 있으며, 2D 나노재료의 생체의학적 응용에 초점을 맞춘 보고서는 거의 없다. 그럼에도 불구하고, 2D 나노재료의 최근 빠른 발전은 생물학적 부분과의 상호 작용에 대한 중요하지만 흥미로운 질문을 제기했다. 탄소 기반 2D 재료, 규산염 점토, 전이금속 칼코젠화합물(TMD) 및 전이금속 산화물(TMO)과 같은 2D 나노입자는 균일한 모양, 높은 표면적 대 부피 비율 및 표면 전하로 인해 향상된 물리적, 화학적 및 생물학적 기능을 제공한다.
2차원 (2D) 나노재료는 높은 비등방성과 화학적 기능을 가진 초박형 나노재료이다. 2D 나노재료는 기계적, 화학, 및 광학적 특성뿐만 아니라 크기, 모양, 생체 적합성 및 분해성 측면에서도 매우 다양하다. 이러한 다양한 특성으로 인해 2D 나노재료는 약물 전달, 의학촬영, 조직공학, 바이오센서, 및 가스 센서를 비롯한 광범위한 응용 분야에 적합하다. 그러나 저차원 나노 구조는 몇 가지 공통적인 특성을 부여한다. 예를 들어, 2D 나노재료는 알려진 가장 얇은 재료로, 모든 알려진 재료 중 가장 높은 비표면적을 가진다. 이러한 특성은 이러한 재료를 작은 규모에서 높은 수준의 표면 상호 작용이 필요한 응용 분야에 매우 귀중하게 만든다. 결과적으로 2D 나노재료는 약물 전달 시스템에 사용될 가능성이 탐구되고 있으며, 여기서 많은 수의 약물 분자를 흡착하고 방출 동역학을 우수하게 제어할 수 있다. 또한, 그들의 뛰어난 표면적 대 부피 비율과 일반적으로 높은 탄성 계수 값은 낮은 농도에서도 생의학 나노복합재료 및 나노복합 하이드로겔의 기계적 성질을 향상시키는 데 유용하다. 이 분자들의 극단적인 얇기는 바이오센싱과 유전자 시퀀싱 분야에서 돌파구를 마련하는 데 결정적인 역할을 했다. 더욱이, 이 분자들의 얇기는 빛과 같은 외부 신호에 빠르게 반응할 수 있게 하여, 이미징 응용, 광열 요법(PTT) 및 광역동 치료(PDT)를 포함한 모든 종류의 광학 치료에 유용하게 되었다.
2D 나노재료 분야의 빠른 발전에도 불구하고, 이러한 재료는 생물의학적 응용과 관련성을 가지기 위해 생체 적합성에 대해 신중하게 평가되어야 한다. 이 재료 분류의 새로운 점은 그래핀과 같이 비교적 잘 확립된 2D 재료조차도 살아있는 조직과의 생리학적 상호 작용 측면에서 잘 이해되지 않고 있다는 것이다. 또한, 가변 입자 크기 및 모양, 제조 과정의 불순물, 단백질 및 면역 상호 작용의 복잡성으로 인해 이러한 재료의 생체 적합성에 대한 지식은 단편적이다.

## 같이 보기
- 단분자층
- 2차원 반도체

1. ↑  Ashton, M.; Paul, J.; Sinnott, S. B.; Hennig, R. G. (2017). 《Topology-Scaling Identification of Layered Solids and Stable Exfoliated 2D Materials》. 《Phys. Rev. Lett.》 118. 106101쪽. arXiv:1610.07673. Bibcode:2017PhRvL.118j6101A. doi:10.1103/PhysRevLett.118.106101. PMID 28339265. S2CID 32012137.
2. ↑  “Database”. 《2Dmaterialsweb.org》. 2019년 1월 22일에 원본 문서에서 보존된 문서. 2022년 1월 23일에 확인함.
3. ↑  “Computational 2D Materials Database (C2DB) — COMPUTATIONAL MATERIALS REPOSITORY”. 《cmr.fysik.dtu.dk》.
4. ↑  Zheng, Weiran; Lee, Lawrence Yoon Suk (2022). 《Beyond sonication: Advanced exfoliation methods for scalable production of 2D materials》. 《Matter》 (영어) 5. 515–545쪽. doi:10.1016/j.matt.2021.12.010. S2CID 245902407.
5. ↑  Andronico, Michael (2014년 4월 14일). “5 Ways Graphene Will Change Gadgets Forever”. 《Laptop》.
6. ↑  “Graphene properties”. www.graphene-battery.net. 2014년 5월 29일. 2014년 5월 29일에 확인함.
7. ↑  《This Month in Physics History: October 22, 2004: Discovery of Graphene》. 《APS News》. Series II 18. 2009. 2쪽. 2020년 7월 3일에 원본 문서에서 보존된 문서. 2025년 7월 17일에 확인함.
8. ↑  “The Nobel Prize in Physics 2010”. The Nobel Foundation. 2013년 12월 3일에 확인함.
9. ↑  Heimann, R.B.; Evsvukov, S.E.; Koga, Y. (1997). 《Carbon allotropes: a suggested classification scheme based on valence orbital hybridization》. 《Carbon》 35. 1654–1658쪽. Bibcode:1997Carbo..35.1654H. doi:10.1016/S0008-6223(97)82794-7.
10. ↑  Enyashin, Andrey N.; Ivanovskii, Alexander L. (2011). 《Graphene Allotropes》. 《Physica Status Solidi B》 248. 1879–1883쪽. Bibcode:2011PSSBR.248.1879E. doi:10.1002/pssb.201046583. S2CID 125591804.
11. ↑  Özçelik, V. Ongun; Ciraci, S. (2013년 1월 10일). 《Size Dependence in the Stabilities and Electronic Properties of α-Graphyne and Its Boron Nitride Analogue》. 《The Journal of Physical Chemistry C》 117. 2175–2182쪽. arXiv:1301.2593. doi:10.1021/jp3111869. hdl:11693/11999. S2CID 44136901.
12. ↑  Balaban AT, Rentia CC, Ciupitu E (1968). 《Chemical graphs. 6. Estimation of relative stability of several planar and tridimensional lattices for elementary carbon》. 《Revue Roumaine de Chimie》 13. 231–쪽.
13. ↑  Li, Guoxing; Li, Yuliang; Liu, Huibiao; Guo, Yanbing; Li, Yongjun; Zhu, Daoben (2010). 《Architecture of graphdiyne nanoscale films》. 《Chemical Communications》 46. 3256–3258쪽. doi:10.1039/B922733D. PMID 20442882. S2CID 43416849.
14. ↑  Hu, Yiming; Wu, Chenyu; Pan, Qingyan; Jin, Yinghua; Lyu, Rui; Martinez, Vikina; Huang, Shaofeng; Wu, Jingyi; Wayment, Lacey J.; Clark, Noel A.; Raschke, Markus B.; Zhao, Yingjie; Zhang, Wei (2022년 5월 9일). “Synthesis of γ-graphyne using dynamic covalent chemistry”.
15. ↑  Hu, Y.; Wu, C.; Pan, Q.; Jin, Y.; Lyu, R.; Martinez, V.; Huang, S.; Wu, J.; Wayment, L.J.; Clark, N.A.; Raschke, M.B.; Y.; W. (2022). 《Synthesis of γ-graphyne using dynamic covalent chemistry》. 《Nature Synthesis》 1. 449–454쪽. Bibcode:2022NatSy...1..449H. doi:10.1038/s44160-022-00068-7. S2CID 248686420. (Retracted, see doi:10.1038/s44160-024-00627-0,  Retraction Watch)
16. ↑  “Faked data prompts retraction of Nature journal study claiming creation of a new form of carbon”. 2024년 9월 3일.
17. ↑  Desyatkin, V. G.; Martin, W. B.; Aliev, A. E.; Chapman, N. E.; Fonseca, A. F.; Galvão, D. S.; Miller, E. R.; Stone, K. H.; Wang, Z.; Zakhidov, D.; Limpoco, F. T.; Almahdali, S. R.; Parker, S. M.; Baughman, R. H.; Rodionov, V. O. (2022). 《Scalable Synthesis and Characterization of Multilayer γ‑Graphyne, New Carbon Crystals with a Small Direct Band Gap》. 《Journal of the American Chemical Society》 144. 17999–18008쪽. arXiv:2301.05291. Bibcode:2022JAChS.14417999D. doi:10.1021/jacs.2c06583. PMID 36130080. S2CID 252438218.
18. ↑  Kang, Jun; Wei, Zhongming; Li, Jingbo (2019). 《Graphyne and Its Family: Recent Theoretical Advances》. 《ACS Applied Materials & Interfaces》 11. 2692–2706쪽. doi:10.1021/acsami.8b03338. PMID 29663794.
19. ↑  Gopalakrishnan, K.; Moses, Kota; Govindaraj, A.; Rao, C. N. R. (2013년 12월 1일). 《Supercapacitors based on nitrogen-doped reduced graphene oxide and borocarbonitrides》. 《Solid State Communications》. Special Issue: Graphene V: Recent Advances in Studies of Graphene and Graphene analogues. 175–176. 43–50쪽. Bibcode:2013SSCom.175...43G. doi:10.1016/j.ssc.2013.02.005.
20. ↑  Schirber, Michael (2012년 2월 24일). 《Focus: Graphyne May Be Better than Graphene》. 《Physics》 5. 24쪽. Bibcode:2012PhyOJ...5...24S. doi:10.1103/Physics.5.24.
21. ↑  Boustani, Ihsan (January 1997). 《New quasi-planar surfaces of bare boron》. 《Surface Science》 370. 355–363쪽. Bibcode:1997SurSc.370..355B. doi:10.1016/S0039-6028(96)00969-7.
22. ↑  Zhang, Z.; Yang, Y.; Gao, G.; Yakobson, B.I. (2015년 9월 2일). 《Two-Dimensional Boron Monolayers Mediated by Metal Substrates》. 《Angewandte Chemie International Edition》 54. 13022–13026쪽. doi:10.1002/anie.201505425. PMID 26331848.
23. ↑  
Mannix, A. J.; Zhou, X.-F.; Kiraly, B.; Wood, J. D.; Alducin, D.; Myers, B. D.; Liu, X.; Fisher, B. L.; Santiago, U.; Guest, J. R.;  외. (2015년 12월 17일). 《Synthesis of borophenes: Anisotropic, two-dimensional boron polymorphs》. 《Science》 350. 1513–1516쪽. Bibcode:2015Sci...350.1513M. doi:10.1126/science.aad1080. PMC 4922135. PMID 26680195.
24. ↑  Feng, Baojie; Zhang, Jin; Zhong, Qing; Li, Wenbin; Li, Shuai; Li, Hui; Cheng, Peng; Meng, Sheng; Chen, Lan; Wu, Kehui (2016년 3월 28일). 《Experimental realization of two-dimensional boron sheets》. 《Nature Chemistry》 8. 563–568쪽. arXiv:1512.05029. Bibcode:2016NatCh...8..563F. doi:10.1038/nchem.2491. PMID 27219700. S2CID 19475989.
25. ↑  Bampoulis, P.; Zhang, L.; Safaei, A.; van Gastel, R.; Poelsema, B.; Zandvliet, H. J. W. (2014). 《Germanene termination of Ge2Pt crystals on Ge(110)》. 《Journal of Physics: Condensed Matter》 26. 442001쪽. arXiv:1706.00697. Bibcode:2014JPCM...26R2001B. doi:10.1088/0953-8984/26/44/442001. PMID 25210978. S2CID 36478002.
26. ↑  Derivaz, Mickael; Dentel, Didier; Stephan, Regis; Hanf, Marie-Christine; Mehdaoui, Ahmed; Sonnet, Philippe; Pirri, Carmelo (2015). 《Continuous germanene layer on Al (111)》. 《Nano Letters》 15 (ACS Publications). 2510–2516쪽. Bibcode:2015NanoL..15.2510D. doi:10.1021/acs.nanolett.5b00085. PMID 25802988.
27. ↑  Yuhara, J.; Shimazu, H.; Ito, K.; Ohta, A.; Kurosawa, M.; Nakatake, M.; Le Lay, Guy (2018). 《Germanene Epitaxial Growth by Segregation through Ag(111) Thin Films on Ge(111)》. 《ACS Nano》 12. 11632–11637쪽. doi:10.1021/acsnano.8b07006. PMID 30371060. S2CID 53102735.
28. ↑  Lee, Kangho; Kim, Hye-Young; Lotya, Mustafa; Coleman, Jonathan N.; Kim, Gyu-Tae; Duesberg, Georg S. (2011년 9월 22일). 《Electrical Characteristics of Molybdenum Disulfide Flakes Produced by Liquid Exfoliation》. 《Advanced Materials》 23. 4178–4182쪽. Bibcode:2011AdM....23.4178L. doi:10.1002/adma.201101013. PMID 21823176. S2CID 205240634.
29. ↑  Xu, Mingsheng; Liang, Tao; Shi, Minmin; Chen, Hongzheng (2013). 《Graphene-like two-dimensional materials》. 《Chemical Reviews》 113 (ACS Publications). 3766–3798쪽. doi:10.1021/cr300263a. PMID 23286380.
30. ↑  Cahangirov, S.; Topsakal, M.; Aktürk, E.; Şahin, H.; Ciraci, S. (2009). 《Two- and One-Dimensional Honeycomb Structures of Silicon and Germanium》. 《Phys. Rev. Lett.》 102. 236804쪽. arXiv:0811.4412. Bibcode:2009PhRvL.102w6804C. doi:10.1103/PhysRevLett.102.236804. PMID 19658958. S2CID 22106457.
31. ↑  Stephan, Régis; Hanf, Marie-Christine; Sonnet, Philippe (2014). 《Spatial analysis of interactions at the silicene/Ag interface: first principles study》. 《Journal of Physics: Condensed Matter》 27 (IOP Publishing). 015002쪽. doi:10.1088/0953-8984/27/1/015002. PMID 25407116. S2CID 39842095.
32. 1 2 3 4 5 6 7  Küchle, Johannes T.; Baklanov, Aleksandr; Seitsonen, Ari P.; Ryan, Paul T.P.; Feulner, Peter; Pendem, Prashanth; Lee, Tien-Lin; Muntwiler, Matthias; Schwarz, Martin; Haag, Felix; Barth, Johannes V.; Auwärter, Willi; Duncan, David A.; Allegretti, Francesco (2022). 《Silicene's pervasive surface alloy on Ag(111): a scaffold for two-dimensional growth》. 《2D Materials》 9. 045021쪽. Bibcode:2022TDM.....9d5021K. doi:10.1088/2053-1583/ac8a01. S2CID 251637081.
33. 1 2  Yuhara, J.; Fujii, Y.; Isobe, N.; Nakatake, M.; Lede, X.; Rubio, A.; Le Lay, G. (2018). 《Large Area Planar Stanene Epitaxially Grown on Ag(111)》. 《2D Materials》 5. 025002. Bibcode:2018TDM.....5b5002Y. doi:10.1088/2053-1583/aa9ea0. hdl:21.11116/0000-0001-A92C-0.
34. ↑  Takahashi, L.; Takahashi, K. (2015). 《Low temperature pollutant trapping and dissociation over two-dimensional tin》. 《Physical Chemistry Chemical Physics》 17. 21394–21396쪽. Bibcode:2015PCCP...1721394T. doi:10.1039/C5CP03382A. PMID 26226204. Supporting Information
35. ↑  Ahmed, Rezwan; Takeshi; Seigi (2020). 《Structure determination of ultra-flat stanene on Cu(111) using low energy electron diffraction.》. 《Surface Science》 691. 121498쪽. Bibcode:2020SurSc.69121498A. doi:10.1016/j.susc.2019.121498. S2CID 203142186.
36. ↑  Yuhara, J.; He, B.; Le Lay, G. (2019). 《Graphene's Latest Cousin: Plumbene Epitaxial Growth on a "Nano WaterCube"》. 《Advanced Materials》 31. 1901017쪽. Bibcode:2019AdM....3101017Y. doi:10.1002/adma.201901017. PMID 31074927. S2CID 149446617..
37. ↑  Berger, Andy (2015년 7월 17일). “Beyond Graphene, a Zoo of New 2-D Materials”. Discover Magazine. 2019년 11월 1일에 원본 문서에서 보존된 문서. 2015년 9월 19일에 확인함.
38. ↑  Li, L.; Yu, Y.; Ye, G. J.; Ge, Q.; Ou, X.; Wu, H.; Feng, D.; Chen, X. H.; Zhang, Y. (2014). 《Black phosphorus field-effect transistors》. 《Nature Nanotechnology》 9. 372–377쪽. arXiv:1401.4117. Bibcode:2014NatNa...9..372L. doi:10.1038/nnano.2014.35. PMID 24584274. S2CID 17218693.
39. ↑  Ritu, Harneet (2016). 《Large Area Fabrication of Semiconducting Phosphorene by Langmuir-Blodgett Assembly》. 《Sci. Rep.》 6. 34095쪽. arXiv:1605.00875. Bibcode:2016NatSR...634095K. doi:10.1038/srep34095. PMC 5037434. PMID 27671093.
40. ↑  Zhang, S.; Yan, Z.; Li, Y.; Chen, Z.; Zeng, H. (2015). 《Atomically Thin Arsenene and Antimonene: Semimetal-Semiconductor and Indirect-Direct Band-Gap Transitions》. 《Angew. Chem. Int. Ed.》 54. 3112–3115쪽. doi:10.1002/anie.201411246. PMID 25564773.
41. ↑  Ares, P.; Aguilar-Galindo, F.; Rodríguez-San-Miguel, D.; Aldave, D. A.; Díaz-Tendero, S.; Alcamí, M.; Martín, F.; Gómez-Herrero, J.; Zamora, F. (2016). 《Mechanical Isolation of Highly Stable Antimonene under Ambient Conditions》. 《Adv. Mater.》 28. 6332–6336쪽. arXiv:1608.06859. Bibcode:2016AdM....28.6332A. doi:10.1002/adma.201602128. hdl:10486/672484. PMID 27272099. S2CID 8296292.
42. ↑  Ares, P.; Palacios, J. J.; Abellán, G.; Gómez-Herrero, J.; Zamora, F. (2018). 《Recent progress on antimonene: a new bidimensional material》. 《Adv. Mater.》 30. 1703771쪽. Bibcode:2018AdM....3003771A. doi:10.1002/adma.201703771. hdl:10486/688820. PMID 29076558. S2CID 205282902.
43. ↑  Martínez-Periñán, Emiliano; Down, Michael P.; Gibaja, Carlos; Encarnación; Félix; Banks, Craig E. (2018). 《Antimonene: A Novel 2D Nanomaterial for Supercapacitor Applications》 (PDF). 《Advanced Energy Materials》 (영어) 8. 1702606쪽. Bibcode:2018AdEnM...802606M. doi:10.1002/aenm.201702606. hdl:10486/688798. ISSN 1614-6840. S2CID 103042887.
44. ↑  Lazanas, Alexandros Ch.; Prodromidis, Mamas I. (April 2022). 《Electrochemical performance of passivated antimonene nanosheets and of in-situ prepared antimonene oxide-PEDOT:PSS modified screen-printed graphite electrodes》. 《Electrochimica Acta》 410. 140033쪽. doi:10.1016/j.electacta.2022.140033. S2CID 246598714.
45. ↑  Hsu, Chia-Hsiu; Huang, Zhi-Quan; Chuang, Feng-Chuan; Kuo, Chien-Cheng; Liu, Yu-Tzu; Lin, Hsin; Bansil, Arun (2015년 2월 10일). 《The nontrivial electronic structure of Bi/Sb honeycombs on SiC(0001)》. 《New Journal of Physics》 17. 025005쪽. Bibcode:2015NJPh...17b5005H. doi:10.1088/1367-2630/17/2/025005.
46. ↑  Reis, Felix; Li, Gang; Dudy, Lenart; Bauernfiend, Maximilian; Glass, Stefan; Hanke, Werner; Thomale, Ronny; Schaefer, Joerg; Claessen, Ralph (2017년 7월 21일). 《Bismuthene on a SiC substrate: A candidate for a high-temperature quantum spin Hall material》. 《Science》 357. 287–290쪽. arXiv:1608.00812. Bibcode:2017Sci...357..287R. doi:10.1126/science.aai8142. PMID 28663438. S2CID 23323210.
47. ↑  Liu, Zheng; Liu, Chao-Xing; Wu, Yong-Shi; Duan, Wen-Hui; Liu, Feng; Wu, Jian (2011년 9월 23일). 《Stable NontrivialZ2Topology in Ultrathin Bi (111) Films: A First-Principles Study》. 《Physical Review Letters》 107. 136805쪽. arXiv:1104.0978. Bibcode:2011PhRvL.107m6805L. doi:10.1103/physrevlett.107.136805. ISSN 0031-9007. PMID 22026889. S2CID 10121875.
48. ↑  Murakami, Shuichi (2006년 12월 6일). 《Quantum Spin Hall Effect and Enhanced Magnetic Response by Spin-Orbit Coupling》. 《Physical Review Letters》 97. 236805쪽. arXiv:cond-mat/0607001. Bibcode:2006PhRvL..97w6805M. doi:10.1103/physrevlett.97.236805. ISSN 0031-9007. PMID 17280226. S2CID 34984890.
49. ↑  Qi-Qi, Yang (2018년 10월 2일). 《2D bismuthene fabricated via acid-intercalated exfoliation showing strong nonlinear near-infrared responses for mode-locking lasers》. 《Nanoscale》 10. 21106–21115쪽. doi:10.1039/c8nr06797j. PMID 30325397.
50. ↑  Gusmao, Rui; Sofer, Zdenek; Bousa, Daniel; Pumera, Martin (2017년 7월 29일). 《Pnictogens (As, Sb, Bi) Nanosheets by Shear Exfoliation Using Kitchen Blenders for Electrochemical Applications》. 《Angewandte Chemie International Edition》 56. 14417–14422쪽. doi:10.1002/anie.201706389. PMID 28755460. S2CID 22513370.
51. ↑  Martinez, Carmen C.; Gusmao, Rui; Sofer, Zdenek; Pumera, Martin (2019). 《Pnictogen-Based Enzymatic Phenol Biosensors: Phosphorene, Arsenene, Antimonene, and Bismuthene》. 《Angewandte Chemie International Edition》 58. 134–138쪽. doi:10.1002/anie.201808846. PMID 30421531. S2CID 53291371.
52. ↑  Lazanas, Alexandros Ch.; Tsirka, Kyriaki; Paipetis, Alkiviadis S.; Prodromidis, Mamas I. (2020). 《2D bismuthene/graphene modified electrodes for the ultra-sensitive stripping voltammetric determination of lead and cadmium》. 《Electrochimica Acta》 336. 135726쪽. doi:10.1016/j.electacta.2020.135726. S2CID 214292108.
53. ↑  Chowdhury, Emdadul Haque; Rahman, Md. Habibur; Bose, Pritom; Jayan, Rahul; Islam, Md Mahbubul (2020). 《Atomic-scale analysis of the physical strength and phonon transport mechanisms of monolayer β-bismuthene》. 《Physical Chemistry Chemical Physics》 22. 28238–28255쪽. Bibcode:2020PCCP...2228238C. doi:10.1039/d0cp04785f. ISSN 1463-9076. PMID 33295342. S2CID 228079431.
54. ↑  Peplow, Mark (2024년 4월 18일). “Meet 'goldene': this gilded cousin of graphene is also one atom thick”. 《Nature》. 2024년 4월 19일에 확인함.
55. 1 2  Yin, Xi; Liu, Xinhong; Pan, Yung-Tin; Walsh, Kathleen A.; Yang, Hong (2014년 11월 4일). 《Hanoi Tower-like Multilayered Ultrathin Palladium Nanosheets》. 《Nano Letters》 14. 7188–7194쪽. Bibcode:2014NanoL..14.7188Y. doi:10.1021/nl503879a. PMID 25369350.
56. 1 2  Abdelhafiz, Ali; Vitale, Adam; Buntin, Parker; deGlee, Ben; Joiner, Corey; Alex; Eric M.; Jamie; Alamgir, Faisal M. (2018). 《Epitaxial and atomically thin graphene–metal hybrid catalyst films: the dual role of graphene as the support and the chemically-transparent protective cap》. 《Energy & Environmental Science》 11. 1610–1616쪽. Bibcode:2018EnEnS..11.1610A. doi:10.1039/c8ee00539g.
57. 1 2  Abdelhafiz, Ali; Vitale, Adam; Joiner, Corey; Vogel, Eric; Alamgir, Faisal M. (2015년 3월 16일). 《Layer-by-Layer Evolution of Structure, Strain, and Activity for the Oxygen Evolution Reaction in Graphene-Templated Pt Monolayers》. 《ACS Applied Materials & Interfaces》 7. 6180–6188쪽. doi:10.1021/acsami.5b00182. PMID 25730297.
58. ↑  Duan, Haohong; Yan, Ning; Yu, Rong; Chang, Chun-Ran; Zhou, Gang; Hu, Han-Shi; Rong, Hongpan; Niu, Zhiqiang; Mao, Junjie; Asakura, Hiroyuki; Tanaka, Tsunehiro; Dyson, Paul Joseph; Li, Jun; Li, Yadong (2014년 1월 17일). 《Ultrathin rhodium nanosheets》. 《Nature Communications》 5. 3093쪽. Bibcode:2014NatCo...5.3093D. doi:10.1038/ncomms4093. PMID 24435210.
59. ↑  Paleja, Ameya (2024년 2월 26일). “Australian scientists 3D print titanium structure with supernatural strength”. 《Interesting Engineering》 (미국 영어). 2024년 2월 27일에 확인함.
60. ↑  Kochaev, A. I.; Karenin, A.A.; Meftakhutdinov, R.M.; Brazhe, R.A. (2012). 《2D supracrystals as a promising materials for planar nanoacoustoelectronics》. 《Journal of Physics: Conference Series》 345. 012007쪽. Bibcode:2012JPhCS.345a2007K. doi:10.1088/1742-6596/345/1/012007.
61. ↑  Brazhe, R. A.; Kochaev, A. I. (2012). 《Flexural waves in graphene and 2D supracrystals》. 《Physics of the Solid State》 54. 1612–1614쪽. Bibcode:2012PhSS...54.1612B. doi:10.1134/S1063783412080069. S2CID 120094142.
62. ↑  Yuhara, J.; Schmid, M.; Varga, P. (2003). 《A two-dimensional alloy of immiscible metals, The single and binary monolayer films of Pb and Sn on Rh(111)》. 《Phys. Rev. B》 67. 195407쪽. Bibcode:2003PhRvB..67s5407Y. doi:10.1103/PhysRevB.67.195407.
63. ↑  Yuhara, J.; Yokoyama, M.; Matsui, T. (2011). 《Two-dimensional solid solution alloy of Bi-Pb binary films on Rh(111)》. 《J. Appl. Phys.》 110. 074314–074314–4쪽. Bibcode:2011JAP...110g4314Y. doi:10.1063/1.3650883.
64. ↑  Blain, Loz (2022년 4월 28일). “One-way superconducting diode has massive implications for electronics”. 《New Atlas》 (미국 영어). 2022년 4월 29일에 확인함.
65. ↑  Pasco, Christopher M.; Baggari, Ismail El; Bianco, Elisabeth; Kourkoutis, Lena F.; McQueen, Tyrel M. (2019년 7월 23일). 《Tunable Magnetic Transition to a Singlet Ground State in a 2D Van der Waals Layered Trimerized Kagom\'e Magnet》. 《ACS Nano》 (영어) 13. 9457–9463쪽. arXiv:1907.10108v1. doi:10.1021/acsnano.9b04392. PMID 31310516. S2CID 197422328.
66. ↑  Wu, Heng; Wang, Yaojia; Xu, Yuanfeng; Sivakumar, Pranava K.; Pasco, Chris; Filippozzi, Ulderico; Parkin, Stuart S. P.; Zeng, Yu-Jia; McQueen, Tyrel; Ali, Mazhar N. (April 2022). 《The field-free Josephson diode in a van der Waals heterostructure》. 《Nature》 (영어) 604. 653–656쪽. arXiv:2103.15809. Bibcode:2022Natur.604..653W. doi:10.1038/s41586-022-04504-8. ISSN 1476-4687. PMID 35478238. S2CID 248414862.
67. ↑  Gan, Xiaorong; Lee, Lawrence Yoon Suk; Wong, Kwok-yin; Lo, Tsz Wing; Ho, Kwun Hei; Lei, Dang Yuan; Zhao, Huimin (2018). 《2H/1T Phase Transition of Multilayer MoS2 by Electrochemical Incorporation of S Vacancies》. 《ACS Applied Energy Materials》 1. 4754–4765쪽. doi:10.1021/acsaem.8b00875. S2CID 106014720.
68. ↑  Dickinson, Roscoe G.; Pauling, Linus (1923). 《The Crystal Structure of Molybdenite》. 《Journal of the American Chemical Society》 45. 1466–1471쪽. Bibcode:1923JAChS..45.1466D. doi:10.1021/ja01659a020.
69. ↑  Fang, Yuqiang; Pan, Jie; He, Jianqiao; Luo, Ruichun; Wang, Dong; Che, Xiangli; Bu, Kejun; Zhao, Wei; Liu, Pan; Mu, Gang; Zhang, Hui; Lin, Tianquan; Huang, Fuqiang (2018년 1월 26일). 《Structure Re-determination and Superconductivity Observation of Bulk 1T MoS 2》. 《Angewandte Chemie International Edition》 (영어) 57. 1232–1235쪽. arXiv:1712.09248. doi:10.1002/anie.201710512. PMID 29210496. S2CID 205406195.
70. ↑  Splendiani, Andrea; Sun, Liang; Zhang, Yuanbo; Li, Tianshu; Kim, Jonghwan; Chim, Chi-Yung; Galli, Giulia; Wang, Feng (2010년 4월 14일). 《Emerging Photoluminescence in Monolayer MoS 2》. 《Nano Letters》 (영어) 10. 1271–1275쪽. Bibcode:2010NanoL..10.1271S. doi:10.1021/nl903868w. ISSN 1530-6984. PMID 20229981.
71. ↑  Tributsch, H. (1977). 《Layer-Type Transition Metal Dichalcogenides – a New Class of Electrodes for Electrochemical Solar Cells》. 《Berichte der Bunsengesellschaft für physikalische Chemie》 (영어) 81. 361–369쪽. doi:10.1002/bbpc.19770810403.
72. ↑  Fivaz, R.; Mooser, E. (1967년 11월 15일). 《Mobility of Charge Carriers in Semiconducting Layer Structures》. 《Physical Review》 (영어) 163. 743–755쪽. Bibcode:1967PhRv..163..743F. doi:10.1103/PhysRev.163.743. ISSN 0031-899X.
73. 1 2  Salazar, Norberto; Rangarajan, Srinivas; Rodríguez-Fernández, Jonathan; Mavrikakis, Manos; Lauritsen, Jeppe V. (2020년 8월 31일). 《Site-dependent reactivity of MoS2 nanoparticles in hydrodesulfurization of thiophene》. 《Nature Communications》 (영어) 11. 4369쪽. doi:10.1038/s41467-020-18183-4. ISSN 2041-1723. PMC 7459117. PMID 32868769.
74. ↑  Kong, Desheng; Wang, Haotian; Cha, Judy J.; Pasta, Mauro; Koski, Kristie J.; Yao, Jie; Cui, Yi (2013년 3월 13일). 《Synthesis of MoS 2 and MoSe 2 Films with Vertically Aligned Layers》. 《Nano Letters》 (영어) 13. 1341–1347쪽. Bibcode:2013NanoL..13.1341K. doi:10.1021/nl400258t. ISSN 1530-6984. PMID 23387444.
75. ↑  Lukowski, Mark A.; Daniel, Andrew S.; Meng, Fei; Forticaux, Audrey; Li, Linsen; Jin, Song (2013년 7월 17일). 《Enhanced Hydrogen Evolution Catalysis from Chemically Exfoliated Metallic MoS 2 Nanosheets》. 《Journal of the American Chemical Society》 (영어) 135. 10274–10277쪽. Bibcode:2013JAChS.13510274L. doi:10.1021/ja404523s. ISSN 0002-7863. PMID 23790049.
76. ↑  Zhang, Wencui; Liao, Xiaobin; Pan, Xuelei; Yan, Mengyu; Li, Yanxi; Tian, Xiaocong; Zhao, Yan; Xu, Lin; Mai, Liqiang (2019). 《Superior Hydrogen Evolution Reaction Performance in 2H-MoS 2 to that of 1T Phase》. 《Small》 (영어) 15. 1900964쪽. doi:10.1002/smll.201900964. ISSN 1613-6810. PMID 31211511. S2CID 190523589.
77. 1 2 3  Pumera, Martin; Wong, Colin Hong An (2013). 《Graphane and hydrogenated graphene》. 《Chemical Society Reviews》 (영어) 42. 5987–5995쪽. doi:10.1039/c3cs60132c. ISSN 0306-0012. PMID 23686139.
78. ↑  Sluiter, Marcel H. F.; Kawazoe, Yoshiyuki (2003년 8월 21일). 《Cluster expansion method for adsorption: Application to hydrogen chemisorption on graphene》. 《Physical Review B》 (영어) 68. 085410쪽. Bibcode:2003PhRvB..68h5410S. doi:10.1103/PhysRevB.68.085410. ISSN 0163-1829.
79. ↑  Sofo, Jorge O.; Chaudhari, Ajay S.; Barber, Greg D. (2007년 4월 10일). 《Graphane: A two-dimensional hydrocarbon》. 《Physical Review B》 (영어) 75. 153401쪽. arXiv:cond-mat/0606704. Bibcode:2007PhRvB..75o3401S. doi:10.1103/PhysRevB.75.153401. ISSN 1098-0121. S2CID 101537520.
80. ↑  Elias, D. C.; Nair, R. R.; Mohiuddin, T. M. G.; Morozov, S. V.; Blake, P.; Halsall, M. P.; Ferrari, A. C.; Boukhvalov, D. W.; Katsnelson, M. I.; Geim, A. K.; Novoselov, K. S. (2009년 1월 30일). 《Control of Graphene's Properties by Reversible Hydrogenation: Evidence for Graphane》. 《Science》 (영어) 323. 610–613쪽. arXiv:0810.4706. Bibcode:2009Sci...323..610E. doi:10.1126/science.1167130. ISSN 0036-8075. PMID 19179524. S2CID 3536592.
81. ↑  Zhou, Chao; Chen, Sihao; Lou, Jianzhong; Wang, Jihu; Yang, Qiujie; Liu, Chuanrong; Huang, Dapeng; Zhu, Tonghe (2014년 1월 13일). 《Graphene's cousin: the present and future of graphane》. 《Nanoscale Research Letters》 9. 26쪽. Bibcode:2014NRL.....9...26Z. doi:10.1186/1556-276X-9-26. ISSN 1556-276X. PMC 3896693. PMID 24417937.
82. ↑  Garcia, J. C.; de Lima, D. B.; Assali, L. V. C.; Justo, J. F. (2011). 《Group IV Graphene- and Graphane-Like Nanosheets》. 《J. Phys. Chem. C》 115. 13242쪽. arXiv:1204.2875. doi:10.1021/jp203657w.
83. ↑  Bianco, E.; Butler, S.; Jiang, S.; Restrepo, O. D.; Windl, W.; Goldberger, J. E. (2013). 《Stability and Exfoliation of Germanane: A Germanium Graphane Analogue》. 《ACS Nano》 7. 4414–21쪽. doi:10.1021/nn4009406. hdl:1811/54792. PMID 23506286.
84. ↑  “'Germanane' may replace silicon for lighter, faster electronics”. KurzweilAI. 2013년 4월 12일에 확인함.
85. ↑  Shekaari, Ashkan; Jafari, Mahmoud (July 2020). 《Unveiling the first post-graphene member of silicon nitrides: A novel 2D material》. 《Computational Materials Science》 180. 109693쪽. doi:10.1016/j.commatsci.2020.109693. S2CID 216464099.
86. ↑  Sheberla, Dennis; Sun, Lei; Blood-Forsythe, Martin A.; Er, Süleyman; Wade, Casey R.; Brozek, Carl K.; Aspuru-Guzik, Alán; Dincă, Mircea (2014). 《High Electrical Conductivity in Ni3(2,3,6,7,10,11-hexaiminotriphenylene)2, a Semiconducting Metal–Organic Graphene Analogue》. 《미국 화학회지》 136. 8859–8862쪽. Bibcode:2014JAChS.136.8859S. doi:10.1021/ja502765n. PMID 24750124. S2CID 5714037.
87. ↑  “A new self-assembling graphene-like material for flat semiconductors”. KurzweilAI. 2014년 5월 1일. 2014년 8월 24일에 확인함.
88. ↑  Irving, Michael (2022년 2월 3일). “"Impossible" 2D material is light as plastic and stronger than steel”. 《New Atlas》 (미국 영어). 2022년 2월 3일에 확인함.
89. ↑  Zeng, Yuwen; Gordiichuk, Pavlo; Ichihara, Takeo; Zhang, Ge; Sandoz-Rosado, Emil; Wetzel, Eric D.; Tresback, Jason; Yang, Jing; Kozawa, Daichi; Yang, Zhongyue; Kuehne, Matthias (2022년 2월 3일). 《Irreversible synthesis of an ultrastrong two-dimensional polymeric material》. 《Nature》 (영어) 602. 91–95쪽. Bibcode:2022Natur.602...91Z. doi:10.1038/s41586-021-04296-3. ISSN 0028-0836. PMID 35110762. S2CID 246487991.
90. 1 2 3 4 5  Butler, Sheneve Z.; Hollen, Shawna M.; Cao, Linyou; Cui, Yi; Gupta, Jay A.; Gutiérrez, Humberto R.; Heinz, Tony F.; Hong, Seung Sae; Huang, Jiaxing (2013). 《Progress, Challenges, and Opportunities in Two-Dimensional Materials Beyond Graphene》. 《ACS Nano》 7. 2898–2926쪽. doi:10.1021/nn400280c. PMID 23464873.
91. ↑  Bhimanapati, Ganesh R.; Lin, Zhong; Meunier, Vincent; Jung, Yeonwoong; Cha, Judy; Das, Saptarshi; Xiao, Di; Son, Youngwoo; Strano, Michael S. (2015). 《Recent Advances in Two-Dimensional Materials beyond Graphene》. 《ACS Nano》 9. 11509–11539쪽. doi:10.1021/acsnano.5b05556. PMID 26544756.
92. 1 2 3 4  Rao, C. N. R.; Nag, Angshuman (2010년 9월 1일). 《Inorganic Analogues of Graphene》. 《European Journal of Inorganic Chemistry》 2010. 4244–4250쪽. doi:10.1002/ejic.201000408.
93. ↑  Sung, S.H.; Schnitzer, N.; L.; Park, J.; Hovden, R. (2019년 6월 25일). 《Stacking, strain, and twist in 2D materials quantified by 3D electron diffraction》. 《Physical Review Materials》 3. 064003쪽. arXiv:1905.11354. Bibcode:2019PhRvM...3f4003S. doi:10.1103/PhysRevMaterials.3.064003. S2CID 166228311.
94. 1 2 3  Rao, C. N. R.; Ramakrishna Matte, H. S. S.; Maitra, Urmimala (2013년 12월 9일). 《Graphene Analogues of Inorganic Layered Materials》. 《Angewandte Chemie International Edition》 52. 13162–13185쪽. doi:10.1002/anie.201301548. PMID 24127325.
95. ↑  Rao, C. N. R; Maitra, Urmimala (2015년 1월 1일). 《Inorganic Graphene Analogs》. 《Annual Review of Materials Research》 45. 29–62쪽. Bibcode:2015AnRMS..45...29R. doi:10.1146/annurev-matsci-070214-021141.
96. ↑  Androulidakis, Charalampos; Zhang, Kaihao; Robertson, Matthew; Tawfick, Sameh (2018년 6월 13일). 《Tailoring the mechanical properties of 2D materials and heterostructures》. 《2D Materials》 5. 032005쪽. Bibcode:2018TDM.....5c2005A. doi:10.1088/2053-1583/aac764. ISSN 2053-1583. S2CID 139728037.
97. 1 2  Lee, Changgu; Wei, Xiaoding; Kysar, Jeffrey W.; Hone, James (2008년 7월 18일). 《Measurement of the Elastic Properties and Intrinsic Strength of Monolayer Graphene》. 《Science》 (영어) 321. 385–388쪽. Bibcode:2008Sci...321..385L. doi:10.1126/science.1157996. ISSN 0036-8075. PMID 18635798. S2CID 206512830.
98. ↑  Jiang, Jin-Wu; Park, Harold S. (2014년 8월 18일). 《Negative poisson's ratio in single-layer black phosphorus》. 《Nature Communications》 (영어) 5. 4727쪽. arXiv:1403.4326. Bibcode:2014NatCo...5.4727J. doi:10.1038/ncomms5727. ISSN 2041-1723. PMID 25131569. S2CID 9132961.
99. ↑  Jiang, Jin-Wu; Chang, Tienchong; Guo, Xingming; Park, Harold S. (2016년 8월 10일). 《Intrinsic Negative Poisson's Ratio for Single-Layer Graphene》. 《Nano Letters》 (영어) 16. 5286–5290쪽. arXiv:1605.01827. Bibcode:2016NanoL..16.5286J. doi:10.1021/acs.nanolett.6b02538. ISSN 1530-6984. PMID 27408994. S2CID 33516006.
100. ↑  Zhang, Zhuhua; Yang, Yang; Penev, Evgeni S.; Yakobson, Boris I. (March 2017). 《Elasticity, Flexibility, and Ideal Strength of Borophenes》. 《Advanced Functional Materials》 (영어) 27. 1605059쪽. arXiv:1609.07533. doi:10.1002/adfm.201605059. ISSN 1616-301X. S2CID 119199830.
101. ↑  Liu, Xiao; Metcalf, Thomas H.; Robinson, Jeremy T.; Houston, Brian H.; Scarpa, Fabrizio (2012년 2월 8일). 《Shear Modulus of Monolayer Graphene Prepared by Chemical Vapor Deposition》. 《Nano Letters》 (영어) 12. 1013–1017쪽. Bibcode:2012NanoL..12.1013L. doi:10.1021/nl204196v. ISSN 1530-6984. PMID 22214257.
102. ↑  Min, K.; Aluru, N. R. (2011년 1월 3일). 《Mechanical properties of graphene under shear deformation》. 《Applied Physics Letters》 (영어) 98. 013113쪽. Bibcode:2011ApPhL..98a3113M. doi:10.1063/1.3534787. ISSN 0003-6951.
103. ↑  Zhang, Peng; Ma, Lulu; Fan, Feifei; Zeng, Zhi; Peng, Cheng; Loya, Phillip E.; Liu, Zheng; Gong, Yongji; Zhang, Jiangnan; Zhang, Xingxiang; Ajayan, Pulickel M. (2014년 4월 29일). 《Fracture toughness of graphene》. 《Nature Communications》 (영어) 5. 3782쪽. Bibcode:2014NatCo...5.3782Z. doi:10.1038/ncomms4782. ISSN 2041-1723. PMID 24777167.
104. ↑  Liu, Ning; Hong, Jiawang; Pidaparti, Ramana; Wang, Xianqiao (2016년 3월 3일). 《Fracture patterns and the energy release rate of phosphorene》. 《Nanoscale》 (영어) 8. 5728–5736쪽. Bibcode:2016Nanos...8.5728L. doi:10.1039/C5NR08682E. ISSN 2040-3372. PMID 26902970.
105. ↑  Kerativitayanan, P; Carrow, JK; Gaharwar, AK (2015년 5월 26일). 《Nanomaterials for Engineering Stem Cell Responses》. 《Advanced Healthcare Materials》 4. 1600–27쪽. doi:10.1002/adhm.201500272. PMID 26010739. S2CID 21582516.
106. ↑  Huang, X; Tan, C; Yin, Z; Zhang, H (2014년 4월 9일). 《25th anniversary article: hybrid nanostructures based on two-dimensional nanomaterials》. 《Advanced Materials》 26. 2185–204쪽. Bibcode:2014AdM....26.2185H. doi:10.1002/adma.201304964. PMID 24615947. S2CID 196924648.
107. ↑  Carrow, James K.; Gaharwar, Akhilesh K. (February 2015). 《Bioinspired Polymeric Nanocomposites for Regenerative Medicine》. 《Macromolecular Chemistry and Physics》 216. 248–264쪽. doi:10.1002/macp.201400427.
108. ↑  Nandwana, Dinkar; Ertekin, Elif (2015년 6월 21일). 《Lattice mismatch induced ripples and wrinkles in planar graphene/boron nitride superlattices》. 《Journal of Applied Physics》 117. 234304쪽. arXiv:1504.02929. Bibcode:2015JAP...117w4304N. doi:10.1063/1.4922504. S2CID 119251606.
109. ↑  Gaharwar, AK; Peppas, NA; Khademhosseini, A (March 2014). 《Nanocomposite hydrogels for biomedical applications》. 《Biotechnology and Bioengineering》 111. 441–53쪽. doi:10.1002/bit.25160. PMC 3924876. PMID 24264728.
110. ↑  Filipovic, L; Selberherr, S (October 2022). 《Application of Two-Dimensional Materials towards CMOS-Integrated Gas Sensors》. 《Nanomaterials》 12. 3651(1–60)쪽. doi:10.3390/nano12203651. PMC 9611560. PMID 36296844.
111. ↑  Goenka, S; Sant, V; Sant, S (2014년 1월 10일). 《Graphene-based nanomaterials for drug delivery and tissue engineering》. 《Journal of Controlled Release》 173. 75–88쪽. doi:10.1016/j.jconrel.2013.10.017. PMID 24161530.
112. ↑  Gaharwar, A.K.;  외. (2013). 《Nanomaterials in tissue engineering : fabrication and applications》. Oxford: Woodhead Publishing. ISBN 978-0-85709-596-1.